# Jordö missionshus
Jordö missionshus är en tidigare kyrkobyggnad på Norra Jordövägen 18 i Listerby socken, Ronneby kommun.
 I Missionshuset har flera olika lokala församlingar verkat, bland annat Evangeliska fosterlandsstiftelsen, Svenska Missionsförbundet och pingströrelsen. Byggnaden har även använts för söndagsskola och som samlingslokal för syföreningar. Missionshuset byggnadsminnesförklarades den 5 april 1993.

## Kyrkobyggnaden
Missionshuset, ursprungligen uppfört 1928 med rödmålad träfasad med liggande panel och taktäckning av tjärpapp, köptes 1934 av ett konsortium på uppdrag av Blekinge Missionssällskap. Konstnären, Axel Petterson som även brukar kallas "Målare Pettersson", dekorerade byggnadens insida med fondvägg, kristna deviser och annan utsmyckning. År 1986 köpte Stiftelsen Jordö Missionshus byggnaden och denna fick en ny användning som samlingslokal för byalags- och föreningsmöten samt andra kulturevenemang.

## Historik och beskrivning
År 1928 lades den första byggstenen till Jordö missionshus. Byggnaden uppfördes för Blekinge Missionssällskap och finansierades genom ekonomiska uppoffringar från byborna. Numera används missionshuset för gudstjänster, bylagssammankomster, vägföreningsmöten och kulturella evenemang.
Byggnaden är uppförd direkt på urberget med huggen naturstensgrund. Stommen består av stående spontad plank med förhöjd takfot. Fasaderna är klädda med liggande fasspontpanel, som rödfärgats. Panelen avslutas med en fotbräda, som på syd, öst och västfasaden senare har klätts in med plåt. Taket är av enkel sadeltyp och belagt med tvåkupigt cementtegel. Knutbräder, fönsterfoder och vindskivor är vitmålade medan dörr och dörröverstycken är målade i grönt. Möjligen har dörröverstycket tidigare varit försett med någon text. Väst-, syd- och östfasaden har fönster med fyra bågar och spröjs. Ytterdörren har två spröjsade fönster.
Byggnadens interiör omfattar en större sal med förstuga och kök. På vinden finns en mindre kammare.
Salen är öppen upp mot hanbjälkarna, vilka förstärker rummets nästan kvadratiska plan. Taket är klätt med oljemålad, spikad papp, målad i gråvit färg. Taket avslutas med en schablonmålad fris i fyra färger med blomdekor. Väggarna är klädda med spikad papp, vilken oljemålats i en ljusblå/grå färgton. Fondväggen har väggmålning med centralt rundbågsfält. Bågfältet är tonat i blått med ett målat kors i brunt. På väst- och nordväggen finns fyra deviser. Från vänster till höger: "Bered dig att möta Gud"/ "Gud är kärleken"/ "Det är fullkomnat"/ "Gud är trofast".
Runt hela salen löper en 130 centimeter hög bröstningspanel uppförd i kryssfanér, som oljemålats. Målningen är utförd i ådringsteknik i enkel björkimitation. Mittelbandslisten har en mörkare ådring. Fotlisten är profilerad med ljus ådringsmålning. Över bröstningen löper en enkel schablonmålad bård i rött och grönt blommotiv.
Dörrfoder är målade i tunn gråvit oljefärg. Fönsterfoder, karmar och fönster är målade med vit lackfärg. Murstocken har en valvformad utkragning krönt med en halvkupol. Utkragningen – nischen – har troligtvis haft en hög kamin, vilken ersatts av den befintliga låga gjutjärnskaminen av märke Klafreström Wasa 1. Vid fondväggen finns ett lågt podium med talarstol och tramporgel. Talarstolen är utförd i vitmålat trä. Fronten är markerad i med kors och "IHS". Golvet på podiet är oljemålat i ljusgul ton. Tramporgel kommer från Österlind & Almqvist.
Salen är försedd med 10 lösa bänkar med ryggstöd, målade i en roströd ton. Salsgolvet är ett enkelt skurgolv med lösa röda mattor i gångarna. Kök - Tak och väggar är klädda med papp som oljemålats. Ursprunglig målning med schablonbård är övermålad i en ljusgrå ton. Enkel fönsterbörstning är beigemålad (plastfärg). Golvet har en gråmålad linoleummatta på brädgolvet. En äldre vedspis är bortplockad, enbart fundamentet finns kvar. Fönsterfoder och fönster är målade grå och vita.
Förstuga - Talet är klätt med masonit, som vitmålats. Väggarna är klädda med papp, som målats. Det undre färglagret är i gulrosa med schablonmålad bård. Väggarna är ommålade med plastfärg i gul ton. Golvet har en gråmålad linoleummatta över brädgolvet.
Vindskammaren över kök och förstuga är tapetserad med enkel grå tapet från 1950-talet.
Missionshuset är både i detaljerna och sett till helheten mycket välbevarat. Utformning och materialbehandlingen är utförd med stor omsorg. Byggnaden har, förutom sitt oomtvistade kulturhistoriska värde, en intressant materialhistorisk dimension. Byggnaden är uppförd under en period då byggmaterialindustrin expanderade. I byggnaden finns flera nya material och tekniker representerade tillsammans med äldre hatverksbaserad byggnadsteknik.